# Огоев, Михаил Борисович
Михаил Борисович Огоев (14 апреля 1903, селение Кадгарон, Владикавказский округ, Терская область, Российская империя — 13 сентября 1978, Орджоникидзе, Северо-Осетинская АССР, РСФСР, СССР) — сотрудник органов ОГПУ, НКВД, НКГБ-МГБ, полковник государственной безопасности (1949), Министр внутренних дел Северо-Осетинской АССР (1954-1961).

## Биография

### Ранние годы
Михаил Огоев родился 14 апреля 1903 года в селении Кадгарон Северной Осетии в семье осетинского крестьянина. В 1917 году окончил 6-классную школу. С 1918 по 1925 год работал в своем хозяйстве.
В 1926 году, Михаил окончил годичную партийную школу при Северо-Осетинском обкоме ВКП(б). Молодой комсомолец был направлен на работу в систему ликвидации безграмотности в Кадгаронскую территориальную комсомольскую организацию.
С декабря 1927 по ноябрь 1929 годов находился в Таджикской ССР, где работал землекопом на орошении хлопковых полей в кишлаке Курган-Тюбе. Также занимался извозом при Вахшском водном хозяйстве.

### Образование
В конце 1929 года Михаил Огоев вернулся в родное село, где около года возглавлял Кадагронский батрачком профсоюза работников «Земли и леса». Учился на рабфаке при Владикавказском горском сельскохозяйственном институте. По решению Северо-Осетинского областного комитета ВКП(б) в марте 1932 года он, будучи студентом 3-го курса был направлен в органы ОГПУ. В том же году он был направлен на учебу в Центральную школу ОГПУ СССР в Москве, которую окончил в 1933 году.

### Служба в ОГПУ
С апреля 1933 года Михаил Огоев заместитель начальника политотдела Процыко-Березовской МТС ОГПУ-УНКВД Азово-Черноморского края. В этой должности новоиспеченный сотрудников органов проработал до упразднения политотделов МТС до января 1935 года. С января по мая 1935 года являлся оперуполномоченным Криворожского райотдела УНКВД Азово-Черноморского края.

### Служба в НКВД
С мая 1935 года начал в должности - оперуполномоченный Горно-Алагирского райотдела НКВД Северо-Осетинского АССР. В августе 1937 года занял должность начальника этого районного отделения. С апреля 1938 года по март 1939 года являлся начальником Кировского райотдела НКВД СО АССР. В марте 1939 года – старший оперуполномоченный НКВД СО АССР. В декабре 1939 года был назначен начальником Гизельдонского райотдела НКВД СО АССР. В 1940 году избирался членом бюро Гизельдонскому райкома ВКП(б) и депутатом райсовета.  С сентября 1940 года – начальник тюремного отделения НКВД СО АССР. С апреля 1941 года вновь старший оперуполномоченный НКВД СО АССР.
В августе 1941 года Огоева назначают на должность в старшего оперуполномоченного транспортного отдела НКВД Орджоникидзевской железной дороги. Это пост он продолжал занимать и в период боев за Северную Осетию.
С июня 1943 года начальник 2-го отдела НКГБ СО АССР. А с 15 июня 1944 года – заместитель наркома НКГБ, а в 1946 году после преобразования Народного комиссариата государственной безопасности в Министерство государственной безопасности подполковник (с 26.03.1945) Огоев занял должность заместителя министра МГБ СО АССР по кадрам. Приказом МГБ СССР от 16 мая 1949 года – полковник.

Полковник Михаил Огоев (третий слева). Фото из семейного архива Алана Огоева.

### Министерство внутренних дел
В ходе реорганизации административных органов полковник Огоев был переведен в Министерство внутренних дел на должность заместителя министра МВД Северо-Осетинской АССР.12 апреля 1954 года решением секретариата ЦК КППСС утвержден Министром внутренних дел Северо-Осетинской АССР.
В 1951 году Михаил Огоев избирался членом райкома партии, в 1952 году депутатом Орджоникидзевского городского совета, в 1951, 1954 и 1958 году являлся членом Северо-Осетинского обкома КПСС. В 1955 году был избран депутатом Верховного Совета Северо-Осетинской АССР по Ново-Дигорскому избирательному округу Коста-Хетагуровского района.

### После службы
21 июня 1961 года Министр внутренних дел Северо-Осетинской АССР Огоев уволен в запас в звании полковника, прослужил в органах 28 лет. Последние годы возглавлял отдел кадров Северо-Осетинского научно-исследовательского института. 13 сентября 1978 году Михаил Борисович ушел из жизни. Похоронен на Осетинском кладбище г. Владикавказ.

## Звания
- Сержант государственной безопасности (31.01.1936);
- Младший лейтенант государственной безопасности (29.05.1938);
- Майор государственной безопасности (03.11.1944);
- Подполковник государственной безопасности (26.03.1945);
- Полковник государственной безопасности (19.05.1949);

## Награды
- Орден Красного Знамени
- Орден «Знак Почета» (06.06.1949);
- Медаль «За боевые заслуги» (30.11.1944);
- Знак "Заслуженный работник НКВД" (11.04.1944);
- Медаль "За оборону Кавказа";
- Медаль "За победу над Германией в Великой Отечественной войне 1941-1945 гг.";
- Юбилейные награды и знаки;

- Почетная грамота Президиума Верховного Совета Северо-Осетинской АССР;
- Часы именные от ЦИК СО АССР.

Награды полковника Михаила Огоева, а также его фотографии и личные вещи представлены в экспозиции Музея истории ОВД РСО-Алания в г. Владикавказ.